# Alex Monteiro de Lima
Alex Monteiro de Lima, beter bekend als Alex, (São Paulo, 15 december 1988) is een Braziliaans voetballer. In 2015 verruilde hij Chicago Fire voor Houston Dynamo.

## Clubcarrière
Na drie seizoenen in Zwitserland tekende Alex op 26 april 2012 bij Chicago Fire. Op 30 juni 2012 maakte hij tegen Sporting Kansas City zijn debuut voor Chicago. Op 3 september 2012 scoorde hij tegen Houston Dynamo zijn eerste doelpunt. Op 13 april 2015 werd hij naar Houston Dynamo gestuurd. 